# Erik Nevland
Erik Nevland (Norvégia, Stavanger, 1977. november 10. –) norvég válogatott labdarúgó, aki csatárként szerepelt klubjában. Megfordult idegenlégiósként a Manchester United, a IFK Göteborg, a Groningen és a Fulham csapatánál.

## Pályafutása
Nevland 1995-ben, a Vikingben kezdte profi pályafutását, majd 1997-ben a Manchester Unitedhez igazolt. Az angolok vezetőit azzal győzte meg, hogy a csapatnál töltött próbajáték ideje alatt három meccsen egymás után mesterhármast szerzett. Leigazolása után már nem volt ilyen sikeres, 1998 októberében, egy Bury elleni Ligakupa-meccsen szerezte meg egyetlen gólját a Vörös Ördögöknél. A bajnokságban mindössze egy mérkőzésen szerepelt, 1998. január 19-én, a Southampton ellen lépett pályára.
1999-ben a Viking FK, 2000-ben pedig az IFK Göteborg vette kölcsön. 2000 januárjában visszavásárolta a Viking, 2001-ben kupagyőztes lett a csapattal. 2002-ben, az UEFA-kupában két gólt lőtt a Chelsea ellen, ezzel győzelemhez segítve csapatát. 2004 novemberében ingyen a holland FC Groningenhez szerződött. Fél szezon alatt 16 gólt szerzett 20 meccsen, amivel felhívta magára a figyelmet. 2007. április 27-én egy új, három évre szóló szerződést írt alá a klubbal.
2008. január 28-án 1,85 millió fontért leigazolta a Fulham. Február 3-án, az Aston Villa ellen lépett először pályára a Premier League-ben a londoniak színeiben.

## Külső hivatkozások
- Erik Nevland pályafutásának statisztikái a Soccerbase oldalon (angolul)

- Erik Nevland rajongói honlapja
- Erik Nevland honlapja
- Erik Nevland adatlapja a Fulham honlapján

## Fordítás
- Ez a szócikk részben vagy egészben  az   Erik Nevland című angol Wikipédia-szócikk fordításán alapul.  Az eredeti cikk szerkesztőit annak laptörténete sorolja fel. Ez a jelzés csupán a megfogalmazás eredetét és a szerzői jogokat jelzi, nem szolgál a cikkben szereplő információk forrásmegjelöléseként.